# Clara Kimball Young
Clara Kimball Young (née le 6 septembre 1890 à Chicago (Illinois) et morte le 15 octobre 1960 dans le quartier de Woodland Hills à Los Angeles) est une actrice et productrice américaine.

## Biographie
Très en vogue au temps du muet, Clara Kimball Young fut une actrice vedette au sein de la Vitagraph Company of America puis de la World Film Corporation.

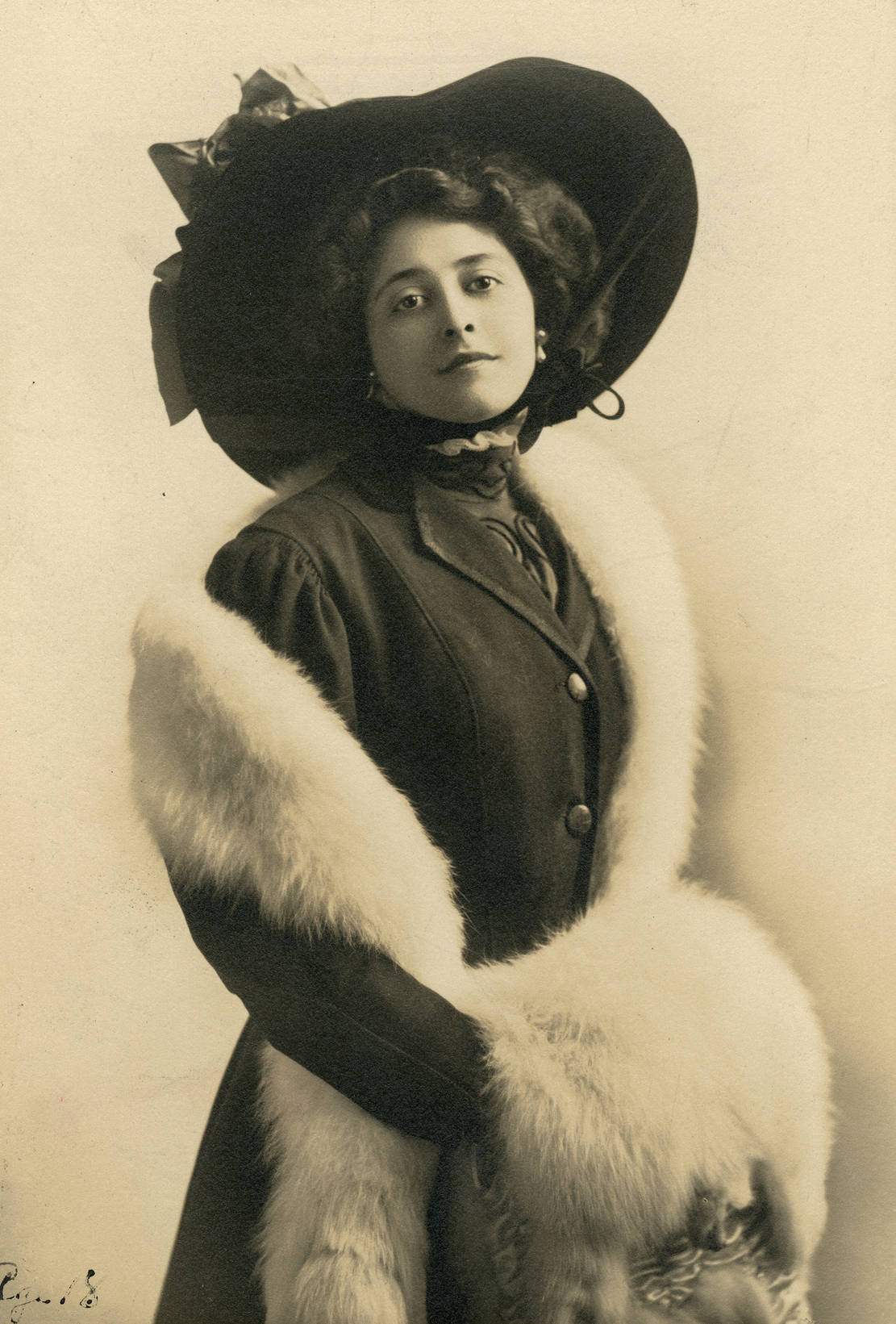
Clara Kimball

## Filmographie

### Comme actrice
- 1909 : Washington Under the American Flag
- 1909 : Le Songe d'une nuit d'été (Midsummer's Night Dream) : Penelope
- 1910 : Richelieu ou The Conspiracy
- 1910 : Uncle Tom's Cabin de James Stuart Blackton
- 1910 : The Sepoy's Wife : The Sepoy's Wife
- 1910 : Ransomed ou A Prisoner of War
- 1910 : The Last of the Saxons
- 1911 : Lady Godiva
- 1912 : Cardinal Wolsey : Ann Boleyn
- 1912 : The Haunted Rocker : The Daughter
- 1912 : The Jocular Winds of Fate : Alice De Voe
- 1912 : The Pipe : The Wife
- 1912 : The Old Kent Road : Sue Simmonds, Their Daughter
- 1912 : Dr. LaFleur's Theory : The Criminal's Moll
- 1912 : Professor Optimo : Clara
- 1912 : The Picture Idol : Beth Ward, A Passionate Fan of Howard Hanson's
- 1912 : Mockery de Laurence Trimble : Princess Dolorosa
- 1912 : Half a Hero : Mabel Kemp
- 1912 : Lulu's Doctor : Aunt Madge
- 1912 : When Roses Wither : Maurice's Wife
- 1912 : Lincoln's Gettysburg Address
- 1912 : The Troublesome Step-Daughters : An Assistant in the Toy Shop
- 1912 : The Money Kings
- 1912 : A Lively Affair : The Maid
- 1912 : Rock of Ages
- 1912 : Wanted, a Sister : The Girl
- 1912 : Popular Betty : Betty Wilson
- 1912 : A Vitagraph Romance : Caroline, the Senator's Daughter
- 1912 : The Irony of Fate
- 1912 : Mrs. Lirriper's Lodgers : Mrs. Edson
- 1912 : A Mistake in Spelling : Mabel Moore, Fred's Fiancée
- 1912 : Poet and Peasant : Toinette Savard, the Daughter
- 1912 : Lord Browning and Cinderella : Cinderella
- 1912 : In the Flat Above : A Music Teacher
- 1912 : The Eavesdropper
- 1913 : The Pirates
- 1913 : On Their Wedding Eve
- 1913 : Love Hath Wrought a Miracle
- 1913 : The Little Minister : Lady Babbie
- 1913 : The Interrupted Honeymoon
- 1913 : What a Change of Clothes Did : John Mason's Fiancée
- 1913 : The Volunteer Strike Breakers
- 1913 : When Mary Grew Up : Mary
- 1913 : l : Helen Ballarat
- 1913 : The Old Guard : Melanie
- 1913 : Put Yourself in Their Place
- 1913 : The Way Out
- 1913 : Getting Up a Practice : Emily Irving, Dr. Lyons' Sweetheart
- 1913 : The Mystery of the Stolen Child : The Nurse
- 1913 : Mr. Mintern's Misadventures : Muriel
- 1913 : The Mystery of the Stolen Jewels : First Thief
- 1913 : The Wrath of Osaka
- 1913 : The White Slave; or, The Octoroon
- 1913 : Delayed Proposals : Marion Van Sicklen
- 1913 : Jack's Chrysanthemum : Kichimatsu, a Japanese Maiden
- 1913 : The Spirit of the Orient
- 1913 : The Taming of Betty : Betty
- 1913 : A Faithful Servant : Nina, Count Gullio's Sweetheart
- 1913 : A Maid of Mandalay : Ma May
- 1913 : The Lonely Princess : The Princess, Prince Raffaello's Daughter
- 1913 : When Women Go on the Warpath; or, Why Jonesville Went Dry : Cameo Appearance
- 1913 : Cupid Versus Women's Rights
- 1913 : The Hindoo Charm
- 1913 : John Tobin's Sweetheart : Cameo Appearance
- 1913 : Extremities
- 1913 : The Test de Harry Lambart
- 1913 : Jerry's Mother-in-Law
- 1913 : Fellow Voyagers
- 1913 : Betty in the Lions' Den
- 1913 : A Lesson in Jealousy
- 1913 : Beauty Unadorned
- 1913 : Love's Sunset
- 1913 : Up in a Balloon
- 1914 : The Perplexed Bridegroom
- 1914 : Sonny Jim in Search of a Mother
- 1914 : Some Steamer Scooping
- 1914 : Her Husband
- 1914 : The Silver Snuff Box
- 1914 : The Awakening of Barbara Dare
- 1914 : Goodness Gracious
- 1914 : Happy-Go-Lucky
- 1914 : My Official Wife : Helene Marie
- 1914 : The Violin of M'sieur
- 1914 : David Garrick
- 1914 : Taken by Storm
- 1914 : The Fates and Flora Fourflush : Flora Fourflush
- 1914 : Fixing Their Dads
- 1914 : Lola : Lola Barnhelun
- 1915 : The Deep Purple : Doris Moore
- 1915 : Hearts in Exile : Hope Ivanovna
- 1915 : Marrying Money : Mildred Niles
- 1915 : Trilby : Trilby O'Farrell
- 1915 : The Heart of the Blue Ridge : Plutina
- 1915 : Camille : Camille
- 1916 : A Race for Life
- 1916 : The Yellow Passport : Sonia Sokoloff
- 1916 : The Feast of Life : Aurora Fernandez
- 1916 : Femmes de France (The Dark Silence) : Mildred White
- 1916 : La Vierge folle (The Foolish Virgin) d'Albert Capellani : Mary Adams
- 1916 : La Loi commune (The Common Law) : Valerie West
- 1916 : The Rise of Susan : Susan
- 1917 : The Price She Paid : Mildred Gower
- 1917 : La Voie facile (The Easiest Way) : Laura Murdock
- 1917 : Magda : Magda
- 1917 : Shirley Kaye : Shirley Kaye
- 1918 : Les Marionnettes (The Marionettes) d'Émile Chautard : Fernande de Monclars
- 1918 : The House of Glass : Margaret Case
- 1918 : The Reason Why : Zara Zenova
- 1918 : The Claw : Mary Saurin
- 1918 : The Savage Woman : Renee Benoit
- 1918 : The Road Through the Dark : Gabrielle Jardee
- 1919 : Cheating Cheaters : Ruth Brockton
- 1919 : The Better Wife : Charmian Page
- 1919 : Eyes of Youth : Gina Ashling
- 1919 : Le Dictateur (Soldiers of Fortune) d'Allan Dwan
- 1920 : The Forbidden Woman : Diane Sorel
- 1920 : For the Soul of Rafael : Marta Raquel Estevan
- 1920 : Mid-Channel : Zoe Blundell
- 1921 : Hush : Vera Stanford
- 1921 : Les Caprices du cœur (Straight from Paris) de Harry Garson : Lucette Grenier
- 1921 : Charge It : Julia Lawrence
- 1921 : What No Man Knows : Norma Harvey
- 1922 : The Worldly Madonna, d'Harry Garson : Lucy Trevor, dancer / Janet Trevor, nun
- 1922 : The Hands of Nara : Nara Alexieff
- 1922 : Enter Madame : Prima Donna Lisa Della Robia
- 1923 : La Victoire mutilée (The Woman of Bronze), (ou La Rivale) de King Vidor : Vivian Hunt
- 1923 : Cordelia the Magnificent : Cordelia Marlowe
- 1923 : A Wife's Romance : Joyce Addisonn
- 1925 : Lying Wives : Patricia Chase
- 1931 : Kept Husbands : Mrs. Henrietta Post
- 1931 : Mother and Son : Faro Lil
- 1931 : Women Go on Forever : Daisy Bowman
- 1932 : Love Bound : Jane Randolph
- 1932 : Mis à l'épreuve (Probation), de Richard Thorpe : Mrs. Humphries
- 1933 : File 113 (en) : Mme. Fauvel
- 1934 : I Can't Escape (en) d'Otto Brower : Mrs. Wilson
- 1934 : Romance in the Rain : Mlle. Fleurette Malevinsky
- 1934 : The Return of Chandu : Dorothy Regent
- 1935 : Chandu on the Magic Island : Dorothy Regent
- 1935 : The Drunkard : Mrs. Karns
- 1935 : Atlantic Adventure : Bit Part
- 1935 : Mon mari le patron (She Married Her Boss) : Parsons
- 1935 : His Night Out : Mrs. Davis
- 1935 : Fighting Youth : Mrs. Stewart, House Mother
- 1936 : Dangerous Waters : Kind Lady
- 1936 : Ants in the Pantry (en) : Mrs. Beulah Burlap
- 1936 : Le Cavalier mystère (Three on the Trail), de Howard Bretherton : Rose Peters
- 1936 : The Fighting Coward (en) de James Cruze : Mrs. Gordon
- 1936 : La Taverne maudite (The Rogues' Tavern) de Bob Hill : Mrs. Jamison
- 1936 : Oh, Susanna! de Joseph Kane : Aunt Peggy Lee
- 1936 : The Black Coin : Doña Luise Navarro
- 1937 : New News : Mrs. Van Gage
- 1937 : La Vengeance du cow-boy (en) (Hills of Old Wyoming) de Nate Watt : Ma Hutchins
- 1937 : Dangerously Yours : Mrs. Prentiss
- 1937 : The Mysterious Pilot : Martha, Fritz's Wife [Chs.3-5,9,14-15]
- 1938 : The Secret of Treasure Island : Maid at Cortez Hotel [Ch.10]
- 1938 : The Wages of Sin : Fat Pearl, the madam
- 1938 : The Frontiersmen (en) de Lesley Selander : Mrs. Amanda Peters
- 1941 : The Roundup : Mrs. Wilson
- 1941 : Mr. Celebrity (en) de William Beaudine : Cameo appearance

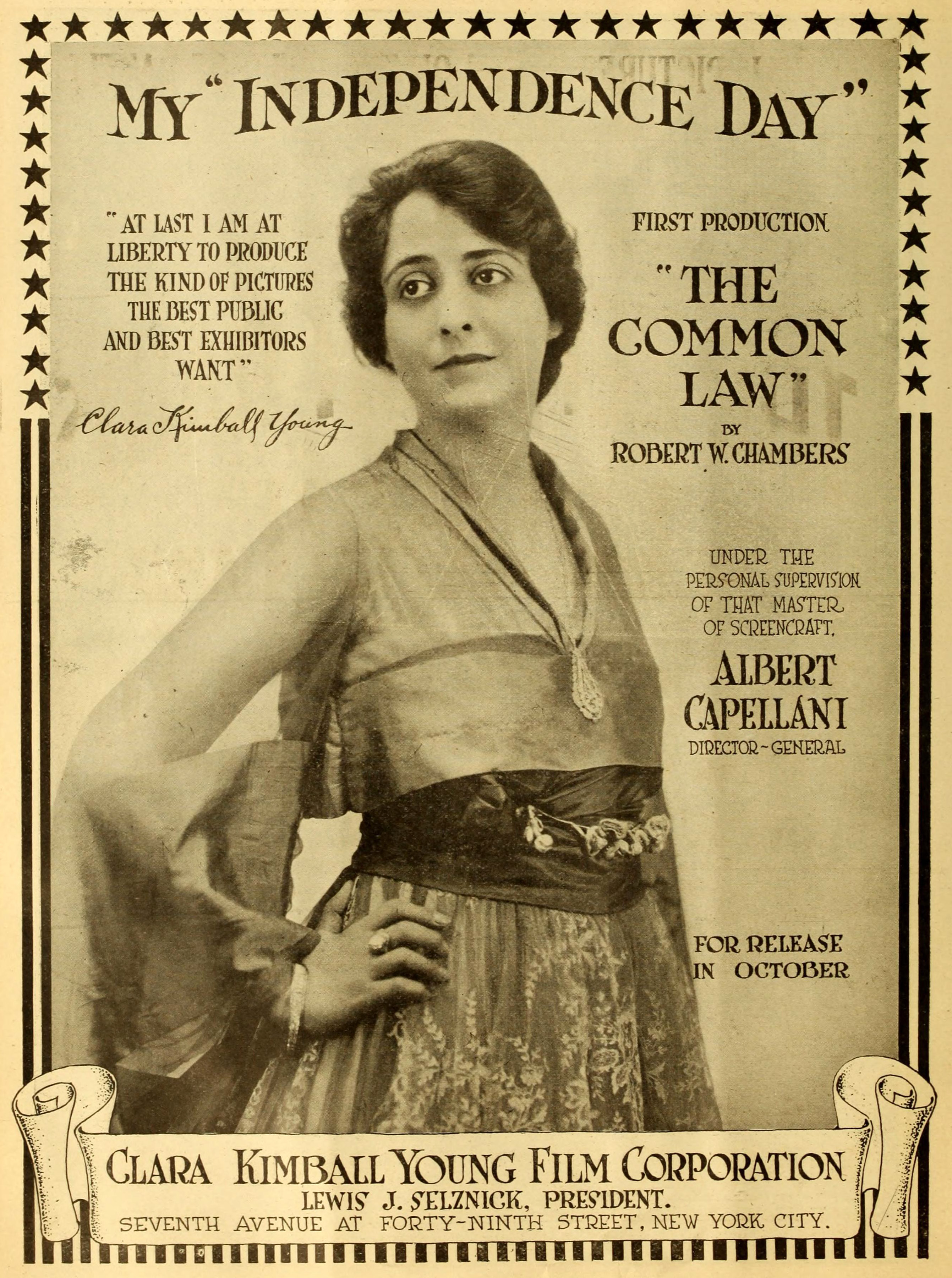
The Common Law, 1916.
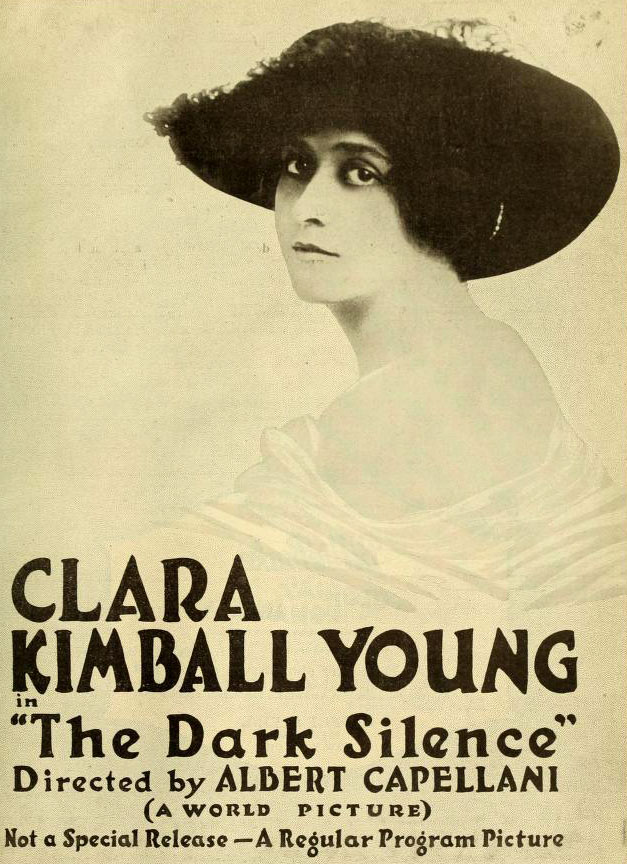
The Dark Silence, 1916.
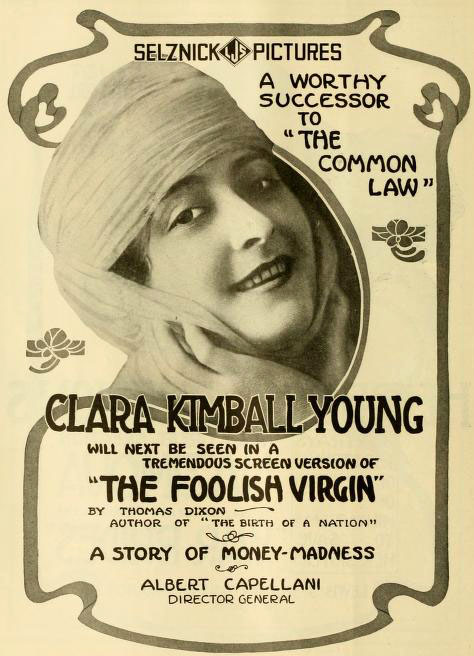
The Foolish Virgin, 1916.
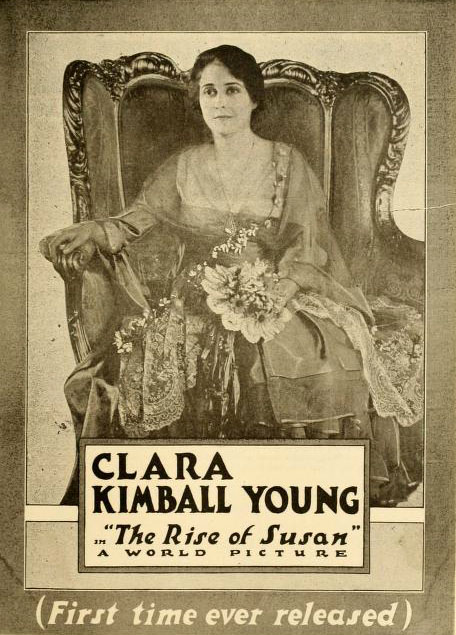
The Rise of Susan, 1917.
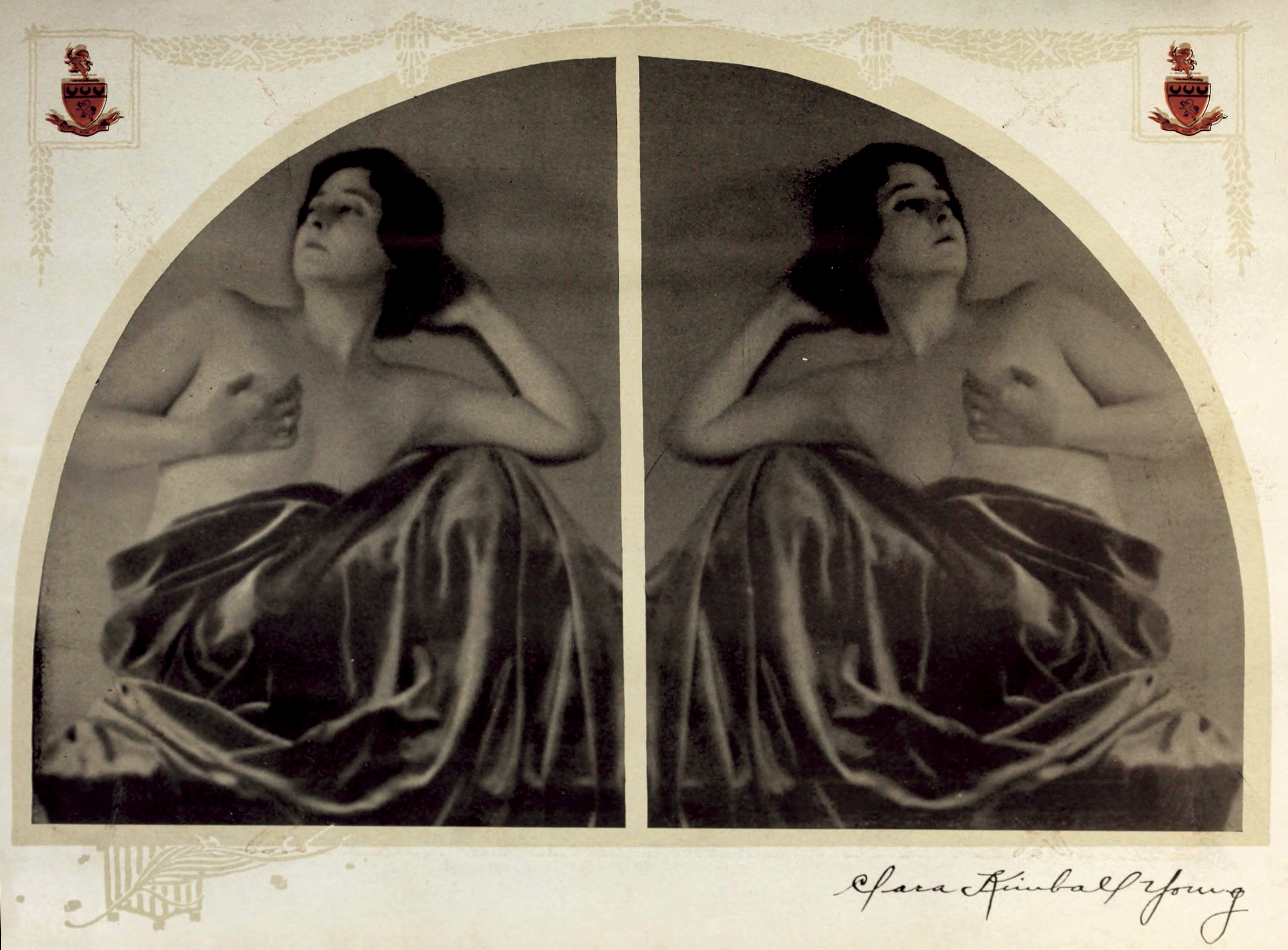
Publicité, 1917.
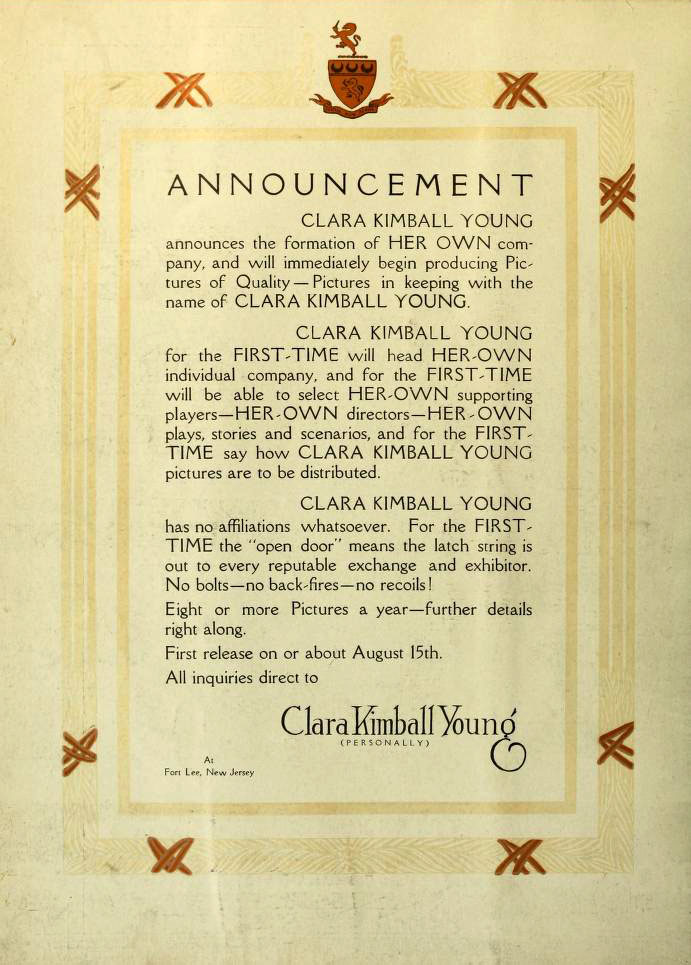
Publicité, 1917.
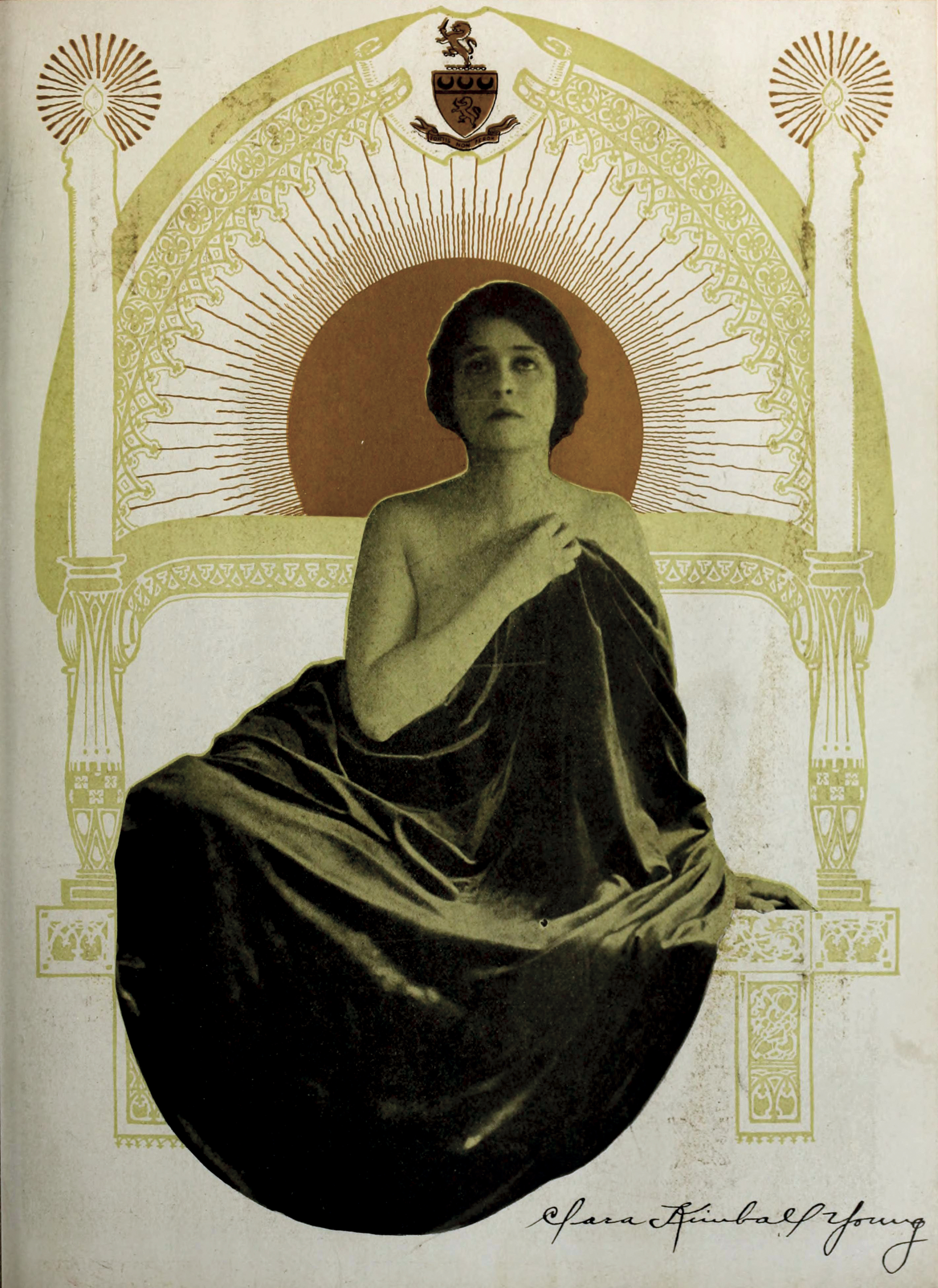
Publicité, 1917.
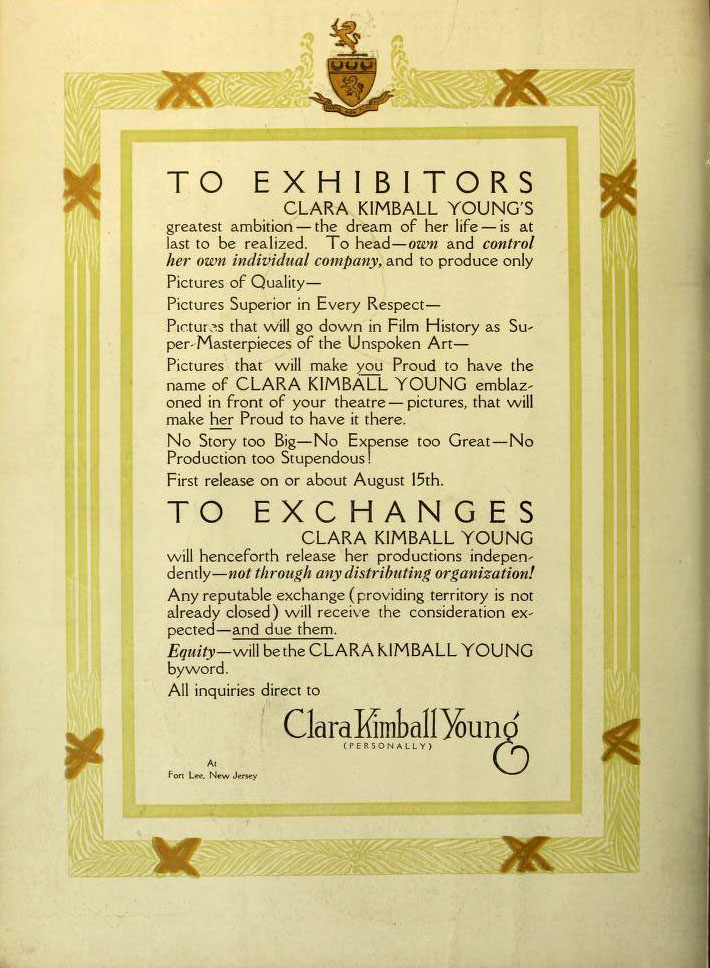
Publicité, 1917.
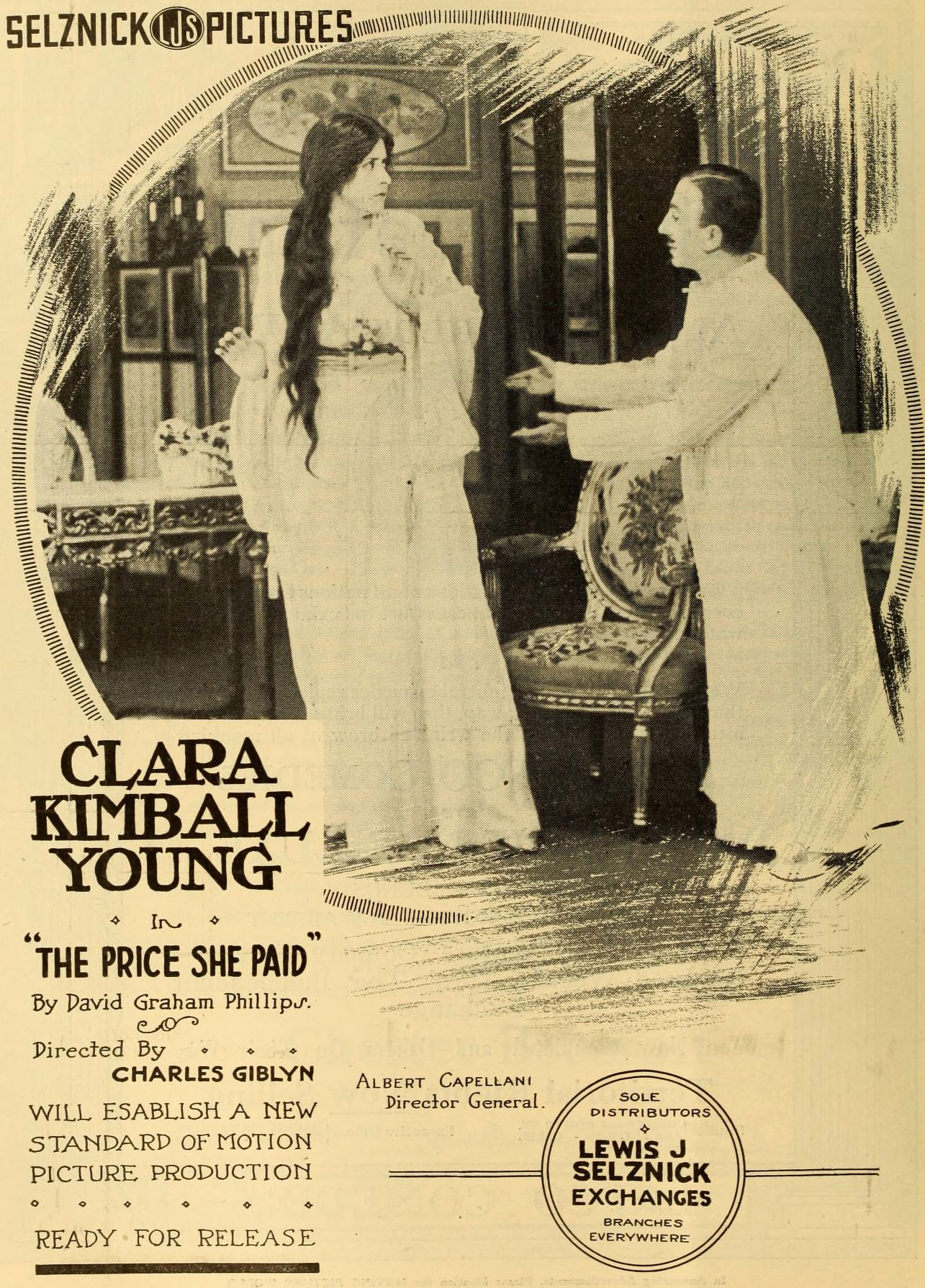
The Price She Paid, 1917.
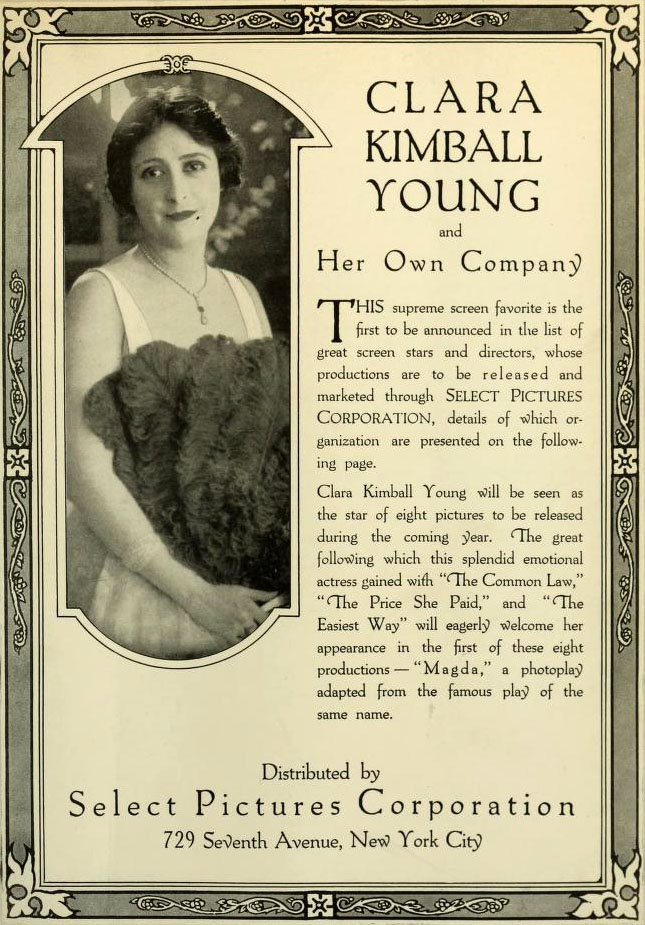
Publicité, 1917.
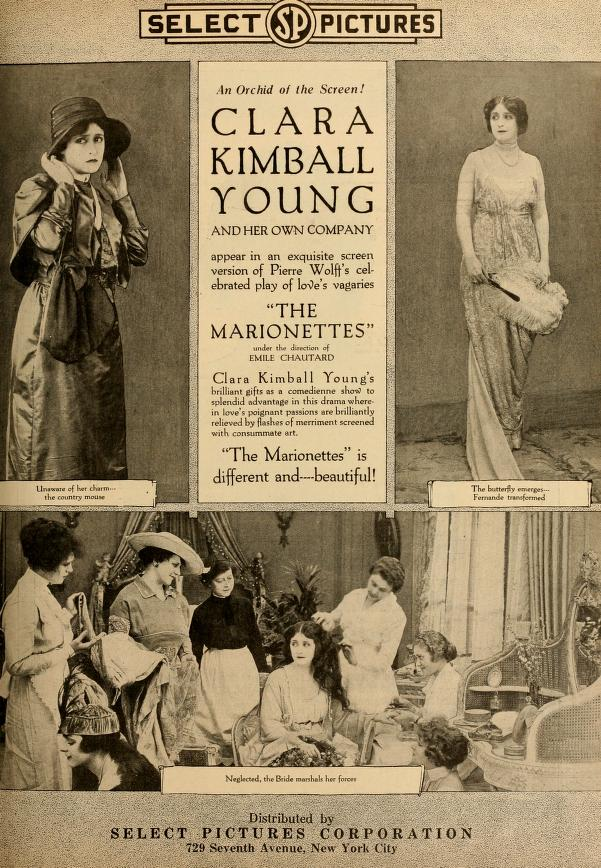
The Marionette, 1918.
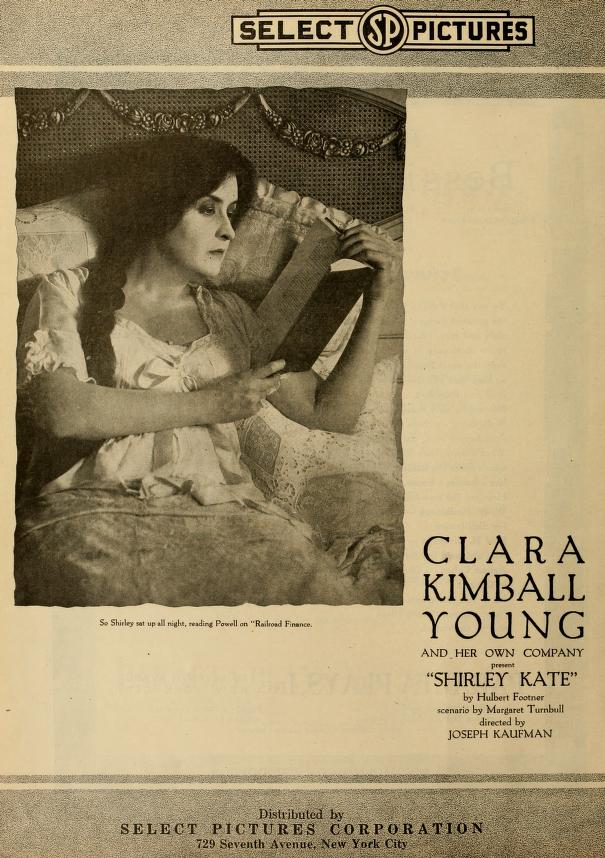
Shirley Kate, 1918.

### Comme productrice
- 1916 : La Vierge folle (The Foolish Virgin) d'Albert Capellani
- 1918 : The Road Through the Dark